# تقدير النظام
يعتبر تقدير النظم نشاطا كثيرا ما يدرج في مرحلة صيانة مشاريع هندسة البرمجيات. تتضمن المخرجات الرئيسية من هذه المرحلة ووثائق تصف ما يفعله النظام من حيث ميزاته الوظيفية، وكيف يحقق تلك السمات من حيث هيكله وتصميمه. وغالبًا ما يكون استرداد هندسة البرمجيات الخطوة الأولى في تقدير النظام.